# Яблонская, Галина Людвиговна
Галина Людвиговна Яблонская (укр. Галина Людвігівна (Людвигівна) Яблонська; 1913—1999) — советская и украинская химик, а также библиотекарь и библиограф.

## Биография
Родилась 18 ноября 1913 года в селе Бджильна Российской империи, ныне Теплицкого района Винницкой области Украины, в семье польских переселенцев. Отец — Людвиг Андреевич, работал слесарем на сахарных и спиртовых заводах; мать — Мария Станиславовна, была учителем.
В 1931 году Галина окончила техникум садоводства, а в 1934 году окончила курсы химиков, после чего работала заведующим лабораторией и химиком-аналитиком на заводах и в лаборатории Винницкого «Спирттреста».
В 1937 году она вышла замуж за Хшановского Фелициана Антоновича, инженера-технолога, и переехала в Киев, где работала химиком в лабораториях Наркомпищепрома Украинской ССР.
После Великой Отечественной войны, в январе 1945 года, Яблонская начала работать в недавно созданной (в марте 1944 года) Научной библиотеке Академии архитектуры УССР в должности библиотекаря, затем — заведующего отделом книгохранения. Она освоила все технологические процессы библиотечного дела — инвентаризацию, каталогизацию, комплектование фонда; выполняла библиографическую работу (заключала картотеки, готовила библиографические указатели); в совершенстве изучила библиотечный фонд; а также обслуживала пользователей на абонементе и в читальных залах.
В 1963 году, после ликвидации Академии строительства и архитектуры УССР, Галина Людвиговна стала директором библиотеки и находилась на этой должности в течение 28 лет, по апрель 1991 года. Уволившись в апреле 1991 года по собственному желанию (по возрасту) с должности директора, она была назначена на должность заведующего отделом редкой книги и краеведения, а в июне 1993 года по состоянию здоровья переведена на должность библиотекаря I категории этого же отдела. 26 апреля 1995 Г. Л. Яблонская окончила свой трудовой путь в библиотеке и вышла на пенсию. К этому времени, сменив несколько названий, библиотека стала называться: Государственная научная архитектурно-строительная библиотека имени В. И. Заболотного. С 1991 года директором библиотеки является Галина Анатольевна Войцеховская.
Умерла в Киеве 15 июля 1999 года. Была похоронена на Лесном кладбище города рядом с мужем.

## Заслуги
- Благодаря настойчивому труду Г. Л. Яблонской в библиотеке был собран уникальный фонд редких и раритетных изданий XVI—XIX веков.
- Деятельность Яблонской неоднократно отмечалась почетными наградами Госстроя СССР, Госстроя УССР, Министерства строительства и архитектуры Украины, Научно-исследовательского института строительного производства и другими.
- В 1997 году она стала лауреатом премии имени академика М. С. Будникова Академии строительства Украины.